# 法蒂瑪蘇丹 (塞利姆一世之女)
法蒂瑪蘇丹（1494年—1566年，鄂圖曼帝國公主，她是塞利姆一世的女兒，蘇里曼大帝的姊姊。

## 生平
她於1516年與安塔利亞州的總督穆斯塔法帕夏首次結婚， 但是當他們發現他是同性戀者並且對她不感興趣時，他們離婚了。
她後來於1522年嫁給了卡拉·艾哈邁德帕夏，他是1553年至1555年間鄂圖曼帝國的大維齊爾，他們有兩個女兒。在他被處決後，她住在布爾薩，在蘇里曼大帝去世彼她返回伊斯坦堡的皇宮。根據其他消息來源，她於1556年與哈迪姆·伊卜拉欣帕夏強行結婚，可能是出於對她的陰謀的懲罰。她亦在托普卡珀皇宮建造了一座清真寺。
她於1573年去世，被合葬在卡拉·艾哈邁德帕夏的墳墓中。